# Gägelow
Gägelow est une commune de l'arrondissement du Mecklembourg-du-Nord-Ouest, en Mecklembourg-Poméranie-Occidentale, Allemagne. La mer Baltique n'est qu'à quelques dizaines de kilomètres.
Gägelow compte plusieurs hameaux : Gressow, Jamel, Neu Weitendorf, Proseken, Sternkrug, Stofferstorf, Voßkuhl, Weitendorf et Wolde.
Le hameau de Jamel, comprenant une dizaine de maisons, est notable pour être contrôlé par des extrémistes d'extrême droite,. Sven Krüger (Neonazi) (de), néonazi notoire et cadre du Parti national-démocrate d'Allemagne, y a passé son enfance et réside dans la région,.